# Emil Schlagintweit
Emil Schlagintweit, né le 7 juillet 1835 à Munich et mort le 20 octobre 1904 à Deux-Ponts (Allemagne) est un orientaliste et tibétologue et juriste bavarois. Il est membre de l'Académie bavaroise des sciences.